# Hallam Football Club
L'Hallam Football Club è una società calcistica inglese con sede nella città di Sheffield. Milita nella Northern Counties East Football League Premier Division, nono livello del campionato inglese. Fondato il 4 settembre 1860, è il secondo club calcistico più antico del mondo, preceduto soltanto dai "cugini" dello Sheffield Football Club, nati nel 1857.
Gioca ancora oggi nel suo stadio originale, il Sandygate Road, riconosciuto dal Guinness dei primati come The oldest ground in the world, ossia il più vecchio campo di calcio della storia. Qui, il 26 dicembre 1860, si giocò la prima partita ufficialmente riconosciuta della storia del calcio, tra lo stesso Hallam Football Club e lo Sheffield Football Club.
Nel 1867 il club conquistò la Youdan Cup, la prima competizione calcistica della storia, battendo in finale il Norfolk a Bramall Lane.

## Storia
Il club venne fondato nel 1860. Nel 1867, Hallam vinse la prima competizione calcistica in assoluto, la Coppa Youdan . Il trofeo fu successivamente smarrito dal club e non riemerse fino al 1997, quando un collezionista di antiquariato scozzese che era entrato in possesso del trofeo d'argento lo vendette al club per £ 2.000. Nel 2014 il trofeo è stato presentato nel programma della BBC Antiques Roadshow , dove è stato valutato a £ 100.000. Il presidente del club Chris Taylor ha successivamente affermato che il club non aveva intenzione di vendere il trofeo. 
Anche se il professionismo iniziò a insinuarsi nel gioco durante gli anni '70 e '80, Hallam scelse di rimanere completamente amatoriale. Nell'estate del 1886, per ragioni sconosciute ma probabilmente a causa di vincoli finanziari, il club fu sciolto, ma un anno dopo il club fu riformato e registrato nuovamente presso la Sheffield & Hallamshire FA. 
L'Hallam partecipò alla sua prima competizione di campionato nel 1892 quando si unì alla neonata Hallamshire League, e giocò anche nella Sheffield Minor Cup League, nella Sheffield Alliance e nella Hatchard League mentre il 19 ° secolo volgeva al termine.  Vinsero il titolo della Hatchard League per la prima volta nel 1903, e un anno dopo vinsero di nuovo il campionato, anche se persero la finale degli spareggi giocata tra le prime quattro squadre, e così cedettero il titolo. Raggiunsero anche la finale della Sheffield e Hallamshire Senior Cup per la prima volta nel 1904, ma persero 1–6 contro le riserve del Barnsley a Bramall Lane .
Nel 1911 il club gareggiò per la prima volta in una competizione di coppa della Federcalcio (FA), quando entrò nella FA Amateur Cup . Tre anni dopo scoppiò la prima guerra mondiale , ma Hallam continuò a giocare, abbandonando la Hatchard League per unirsi alla Sheffield Amateur and Minor League, in precedenza punti di riferimento della squadra di riserva del club. Alla fine, nel 1917, Hallam decise che non potevano più continuare a giocare e sospese le operazioni di gioco, riunendosi alla Sheffield Amateur League solo dopo la fine delle ostilità, nel 1919 
Nel 1925 Hallam ottenne uno dei loro più grandi risultati di sempre eliminando Bishop Auckland, cinque volte vincitore della Amateur Cup , davanti a oltre 2.000 persone a Sandygate . Due anni dopo il club entrò per la prima volta nella FA Cup . Dopo aver vinto la Sheffield Amateur League per la seconda volta nel 1927, furono riammessi nella Sheffield Association League.
Alla fine della stagione 1932-1933 il proprietario del pub Plough Inn decise di affittare Sandygate ad altre squadre (Crookes WMC e successivamente Fulwood) poiché Hallam non forniva abbastanza incassi al bar. Sebbene il club abbia mantenuto la sua affiliazione con la FA locale, lo sfratto di Hallam dal suo stadio li ha visti astenersi dal giocare a calcio per un periodo di 15 anni. 
Il ritorno di Hallam al calcio avvenne nel 1947 quando finalmente organizzarono un ritorno al Sandygate , giocando nella Sheffield Amateur League e nella riformata Hatchard League (che vinsero) prima di rientrare finalmente nella Sheffield Association League nel 1949, vincendo il titolo. per la prima volta.  dopo, l'Hallam vinse per la prima volta la Sheffield Senior Cup battendo lo Stocksbridge Works a Hillsborough davanti a 7.240 spettatori, e nel 1952 entrò nella Yorkshire League .
Quella stessa stagione, una partita di Coppa Amatoriale con il Dulwich Hamlet fu trasferita allo stadio di Hillsborough a causa dell'aumento delle richieste di biglietti: la presenza di oltre 13.000 spettatori si rivelò un record per il club. Dopo aver vinto la promozione nella massima serie della Yorkshire League per la seconda volta nel 1960,  Hallam ha trascorso vent'anni giocando allo stesso livello.
La stagione 1982-83 vide la fine della vecchia Yorkshire League , con Hallam che entrò nella nuova Northern Counties East League (NCEL), che richiedeva regole di classificazione del terreno più rigorose. Con solo sette anni rimanenti di locazione del terreno, il club non poteva impegnarsi in costosi miglioramenti. Le lunghe trattative con il proprietario alla fine portarono alla concessione di una proroga di 99 anni, ma entro un anno fu richiesto un grosso premio.  Un massiccio sforzo di raccolta fondi ha assicurato il nuovo contratto di locazione ed è continuato per la fornitura di riflettori, utilizzati per la prima volta nel 1992, e di uno stand dietro una porta per ospitare 100 persone.
Il club ha trascorso la maggior parte del suo tempo nella NCEL nella Premier Division (che attualmente si trova al livello 9 del sistema di campionato di calcio inglese), e ha vinto la Coppa di Lega nel 2004 battendo Mickleover Sports in finale,  ma nel 2011 furono retrocessi in Prima Divisione.
Nel 2012, il Sandygate ha ricevuto il tanto necessario restyling, pagato da una donazione postuma da parte di un sostenitore di lunga data che aveva lasciato al club una notevole quantità di denaro nel suo testamento.  per gli spareggi di fine stagione della Division One, ma è stato eliminato in semifinale in entrambe le occasioni.
La nomina di Craig Denton come allenatore nel 2020 è stata seguita da una ripresa dei risultati e delle presenze, e nella stagione 2021-22 Hallam si è assicurato il titolo di Division One e la promozione nella NCEL Premier Division, con Sandygate che ha ospitato un pubblico record di oltre 1.100 spettatori.

## Palmarès

### Competizioni nazionali
- Youdan Cup: 1

1867

### Competizioni regionali
- Sheffield Amateur League: 2

1922-1923, 1926-1927
- Yorkshire League: 1

1960-1961
- Northern Counties East Football League Cup: 1

2003-2004
- Sheffield Association League: 1

1949-1950
- Hatchard League: 2

1902-1903, 1948-1949
- Sheffield and Hallamshire Senior Cup: 4

1950–1951, 1961–1962, 1964–1965, 1967–1968